# 선중통도

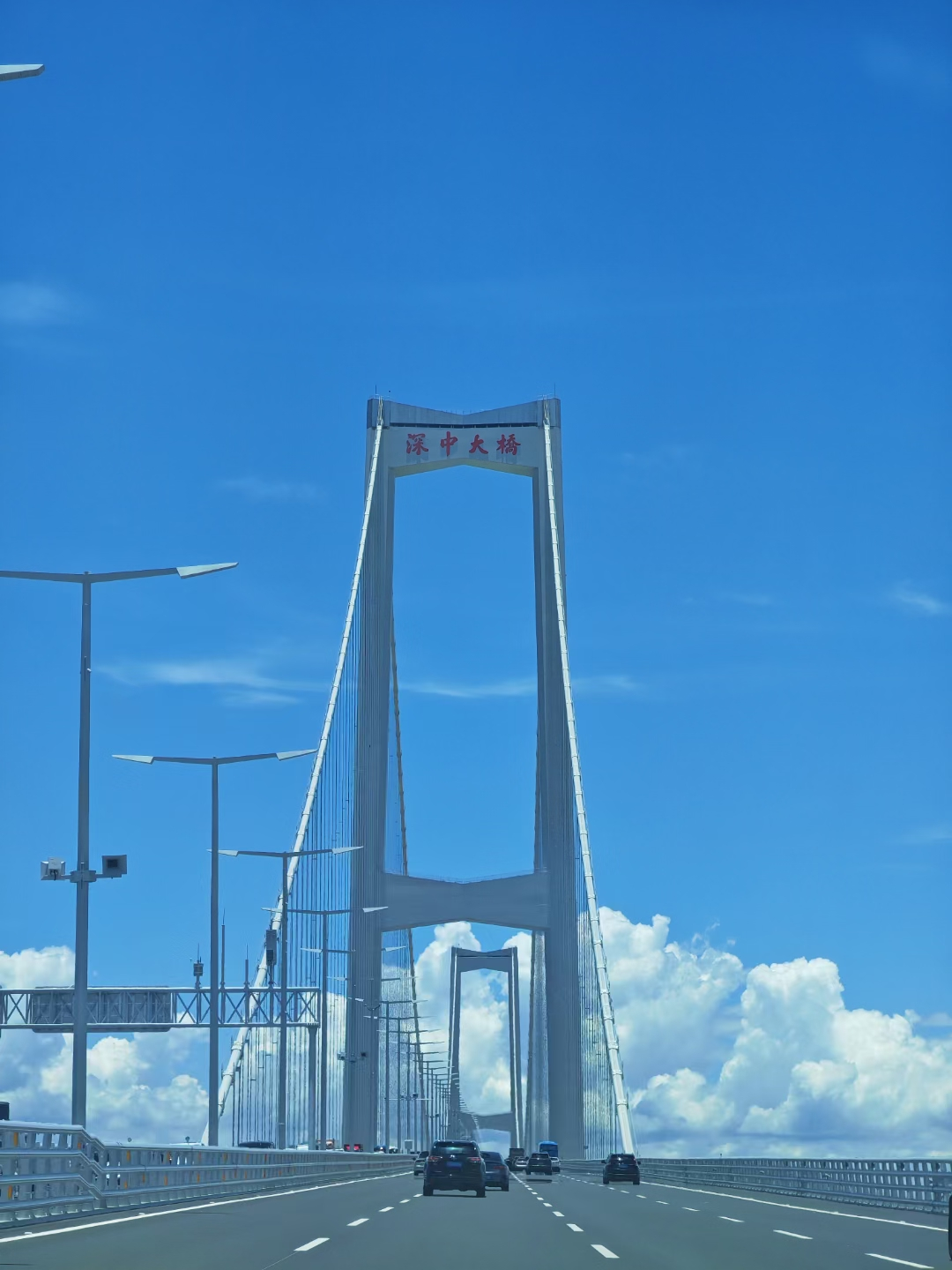
선중통도

선중통도(중국어: 深中通道)는 선전시(선전 바오안 국제공항)와 중산시를 잇는 다리로 2017년 5월 공사를 시작했으며 2024년에 완공되었다. 선중통도는 길이 49.7km의 8차선 도로로 공사비는 미화 48억 3천만 불로 추정된다. 북쪽으로 약 27km 떨어진 곳에 후먼대교, 남쪽으로 32km 떨어진 곳에 강주아오 대교가 있다.